# Atmosphère de Vénus
Pour les articles homonymes, voir Atmosphère.
L’atmosphère de Vénus a été découverte en 1761 par le polymathe russe Mikhaïl Lomonossov,. Elle est plus dense et plus chaude que celle de la Terre. La température et la pression à la surface sont respectivement de 740 kelvins (467 °C) et 93 bar. Des nuages opaques faits d'acide sulfurique se trouvent dans l'atmosphère, rendant l'observation optique de la surface impossible. Les informations concernant la topographie de Vénus ont été obtenues exclusivement par image radar. Les principaux gaz atmosphériques de Vénus sont le dioxyde de carbone et le diazote. Les autres composants sont présents seulement sous forme de traces.
L'atmosphère de Vénus est en état de super-rotation. La totalité de l'atmosphère accomplit une circonvolution de la planète en seulement quatre jours terrestres, plus rapide que le jour sidéral de Vénus de 243 jours terrestres. Les vents soufflent à près de 100 m/s. Près de chaque pôle se trouve une structure anticyclonique appelée vortex polaire. Chaque vortex a deux centres et présente une forme en S caractéristique.
Contrairement à la Terre, Vénus n'a pas de champ magnétique. C'est l'ionosphère qui sépare l'atmosphère de l'espace et du vent solaire. Cette couche ionisée protège Vénus du champ magnétique stellaire, donnant à Vénus un environnement magnétique distinct. Les gaz plus légers, comme l'eau, sont continuellement détruits par le vent solaire traversant la magnétosphère. On pense actuellement que l'atmosphère de Vénus était, il y a quatre milliards d'années, semblable à celle de la Terre avec de l'eau liquide à la surface. L'effet de serre peut avoir été causé par l'évaporation de l'eau, ce qui aurait ensuite entraîné l'augmentation de la quantité d'autres gaz à effet de serre.
Malgré les conditions difficiles existant à la surface, la pression et la température atmosphérique à environ 50 km au-dessus de la surface de la planète sont presque les mêmes que celles de la Terre, faisant de sa haute atmosphère la zone la plus semblable aux conditions terrestres dans le Système solaire, même plus que la surface de Mars.
Du fait de la similitude de pression et de température et du fait que l'air tel que nous le respirons (21 % dioxygène, 78 % diazote) est un gaz ayant une portance par rapport à l'air sur Vénus, de la même façon que l'hélium sur Terre, la haute atmosphère vénusienne a été proposée comme point de départ pour l'exploration et la colonisation de la planète.

## Structure et composition

### Composition
L'atmosphère de Vénus est principalement composée de dioxyde de carbone, avec un peu d'azote et des traces d'autres composés. La quantité d'azote dans l'atmosphère est relativement faible par rapport à la quantité de dioxyde de carbone, mais puisque l'atmosphère vénusienne est plus épaisse que l'atmosphère terrestre, la quantité d'azote totale est quatre fois supérieure à celle de la Terre (où l'azote représente 78 % de l'atmosphère),.
L'atmosphère contient de petites quantités de composés contenant de l'hydrogène, comme le chlorure d'hydrogène HCl et le fluorure d'hydrogène HF. On y trouve également du monoxyde de carbone CO, de la vapeur d'eau H2O et aussi de l'oxygène moléculaire O2,. Une grande partie de l'hydrogène H2 de la planète semble s'être échappé dans l'espace, le reste ayant formé de l'acide sulfurique H2SO4 et du sulfure d'hydrogène H2S. Par conséquent, l'hydrogène se trouve en quantité relativement limitée dans l'atmosphère vénusienne. La perte de quantités significatives d'hydrogène est mise en évidence par un ratio D/H très élevé dans l'atmosphère. Le ratio est de 0,025, ce qui est plus élevé que le ratio terrestre de 1,6 × 10-4. De plus, dans la haute atmosphère de Vénus le ratio D/H est 1,5 fois plus important que partout ailleurs sur la planète. Des observations spectrophotométriques effectuées avec un scanner au foyer Cassegrain du télescope de 152 cm de l'Observatoire austral (E.S.O.) à la Silla en 1979 et 1980 ont permis de mettre en évidence la présence de la molécule SO2 dans l'atmosphère de Vénus.

### Structure

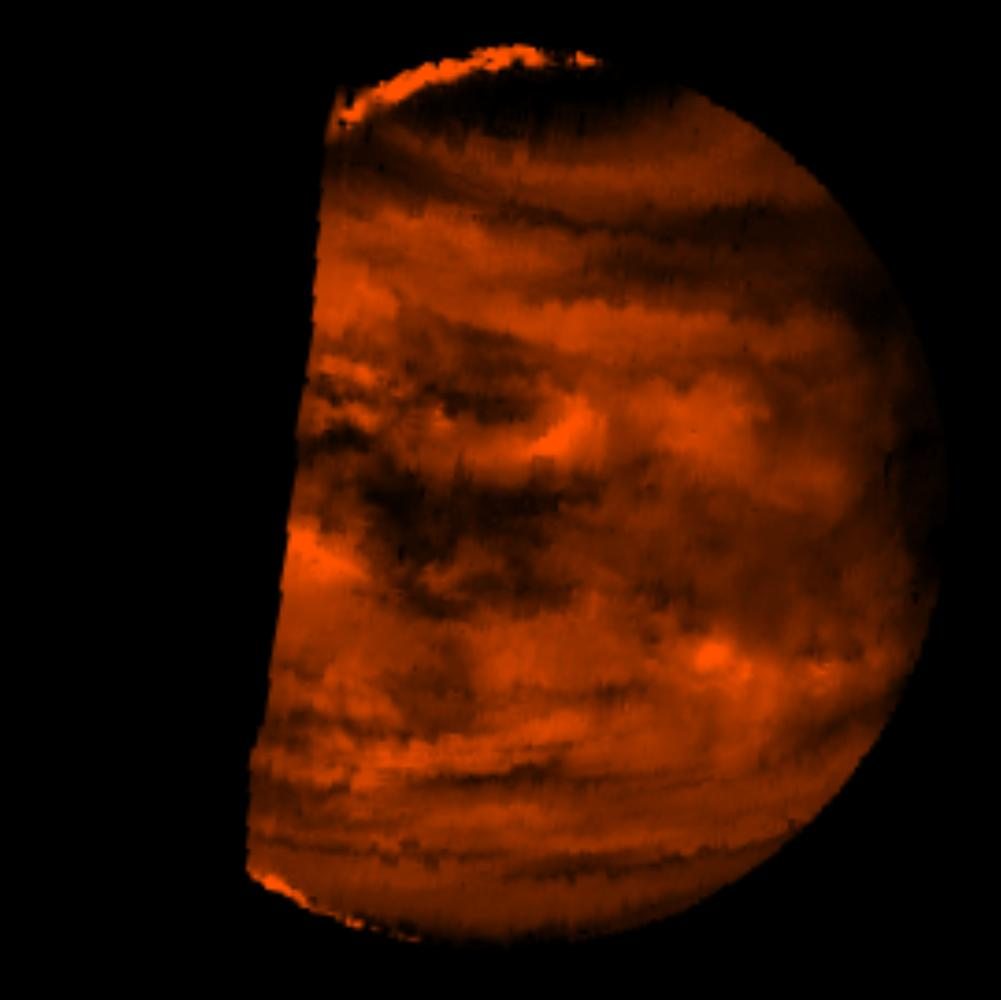
Image en fausses couleurs de la basse atmosphère de Vénus obtenue par Galileo.

L'atmosphère vénusienne peut grossièrement être divisée en trois parties :
- la basse atmosphère (lower haze region), entre 0 et 48 km d'altitude, qui est relativement éclairée. Le soleil n'y est visible que sous la forme d'un halo orangé dans les nuages ;
- la couche nuageuse (cloud region), épaisse (près de 37 km). Ces nuages s'étendent entre 31 et 68 km d'altitude (rappelons que nos nuages culminent à 10 km). Cette couche nuageuse opaque réfléchit la lumière solaire, ce qui explique la brillance de Vénus et empêche d'observer directement le sol vénusien depuis la Terre. La couche nuageuse peut se subdiviser en trois autres couches :
  - la couche inférieure ou basse (lower cloud region), de 31 à 51 km. De 31 à 48 km d'altitude, l'atmosphère est qualifiée de « brumeuse » à cause de la faible quantité de particules d'acide sulfurique qu'elle contient. Ces nuages d'acide sulfurique sont visibles depuis le sol comme des rubans de vapeur jaunis par l'acide qu'ils contiennent. De 48 à 51 km d'altitude, se trouve la couche la plus dense de l'atmosphère vénusienne, où dominent principalement de grosses particules de soufre (liquides comme solides) ;
  - la couche centrale ou principale (middle cloud region) de 51 à 52 km d'altitude, relativement claire ;
  - la couche supérieure ou haute (upper cloud region), de 52 à 68 km d'altitude. De 52 à 58 km d'altitude, elle consiste notamment en des gouttelettes d'acides sulfurique et chlorhydrique ainsi que des particules de soufre (liquides comme solides). Les gouttelettes d'acide sulfurique sont en solution aqueuse, constituées à 75 % d'acide sulfurique et à 25 % d'eau[12]. Enfin, la plus haute partie de la couche supérieure, de 58 à 68 km d'altitude, consisterait en une brume de cristaux de glace. Ce sont ces cristaux de glace qui donnent à Vénus son apparence si « laiteuse » depuis la Terre ;

- la haute atmosphère (upper haze region), entre 68 et 90 km d'altitude, qui est tout à fait claire.

Schéma de l'atmosphère vénusienne.

Les deux premières parties regroupent ce qui serait la troposphère. La troisième partie est traitée dans la section concernant la haute atmosphère et l'ionosphère :

### Troposphère

Composition de l'atmosphère de Vénus. Le diagramme à droite est une vue étendue des éléments sous forme de traces qui représentent moins d'un millième du total.

L'atmosphère est divisée en plusieurs sections suivant l'altitude. La partie la plus dense, la troposphère, commence à la surface et s'étend jusqu'à près de 65 km d'altitude. À la surface, les vents sont lents mais, au plus haut de la troposphère, la température et la pression sont similaires à celle de la Terre et les nuages vont à la vitesse de 100 m/s.
La pression atmosphérique à la surface de Vénus est 92 fois plus importante que sur Terre, où une telle pression n'existe qu'à 910 mètres sous la surface des océans. La masse totale atmosphérique est de 4,8 × 1020 kg (480 millions de milliards de tonnes), soit 93 fois la masse de l'atmosphère terrestre et plus du tiers de la masse des océans terrestres (1,4 milliard de milliards de tonnes). La pression à la surface de Vénus est si élevée que le dioxyde de carbone (CO2) n'est techniquement plus un gaz, mais un fluide supercritique. La densité de l'air à la surface est de 67 kg/m3, soit 6,5 % de celle de l'eau liquide sur Terre et environ 50 fois la densité de l'air terrestre.
La grande quantité de CO2 combiné à la vapeur d'eau et le dioxyde de soufre (SO2) génèrent un fort effet de serre, retenant l'énergie solaire et augmentant la température à la surface à près de 740 K (467 °C), ce qui fait de Vénus la planète la plus chaude du Système solaire, bien que la planète ne reçoive que 25 % de l'énergie solaire reçue par Mercure. La température moyenne de surface est bien supérieure à celle des points de liquéfaction du plomb : 600 K (327 °C) ; de l'étain : 505 K (232 °C) ; et du zinc : 693 K (420 °C). L'épaisse troposphère réduit aussi la différence de température existant entre le jour et la nuit, bien que la rotation rétrograde de la planète crée un jour solaire de 116,5 jours terrestres. La surface de Vénus reste 58,3 jours dans l'obscurité nocturne avant que le Soleil ne se lève à nouveau, perpétuellement caché par les nuages.
| Altitude (km) | Température (°C) | Pression atmosphérique (en atmosphère) |
| ------------- | ---------------- | -------------------------------------- |
| 0             | 462              | 92,10                                  |
| 5             | 424              | 66,65                                  |
| 10            | 385              | 47,39                                  |
| 15            | 348              | 33,04                                  |
| 20            | 308              | 22,52                                  |
| 25            | 267              | 14,93                                  |
| 30            | 224              | 9,851                                  |
| 35            | 182              | 5,917                                  |
| 40            | 145              | 3,501                                  |
| 45            | 112              | 1,979                                  |
| 50            | 77               | 1,066                                  |
| 55            | 29               | 0,5314                                 |
| 60            | −10              | 0,2357                                 |
| 65            | −30              | 0,09765                                |
| 70            | −43              | 0,03690                                |
| 75            | −58              | 0,01363                                |
| 80            | −76              | 0,004760                               |
| 85            | −92              | 0,001393                               |
| 90            | −104             | 0,0003736                              |
| 95            | −105             | 0,0001016                              |
| 100           | −112             | 0,00002660                             |

Évolution de la température en fonction de l’altitude.

La troposphère de Vénus contient 99 % de la masse de l'atmosphère. 90 % de l'atmosphère de Vénus se trouve entre la surface et 28 km d'altitude, en comparaison, 90 % de l'atmosphère de la Terre se trouve entre la surface et 10 km de haut. Les nuages, se trouvant sur la face plongée dans la nuit vénusienne, peuvent s'élever à 80 km au-dessus de la surface.
La région de la troposphère la plus similaire à la Terre est proche de la tropopause — la frontière entre la troposphère et la mésosphère qui se trouve à environ 50 km d'altitude. D'après les sondes Magellan et Venus Express, la région comprise entre 52,5 et 54 km a une température allant de 293 K (20 °C) à 310 K (37 °C), et la région au-dessus de 49,5 km a une pression atmosphérique correspondant à la pression atmosphérique terrestre au niveau de la mer,. Les 50 à 54 km au-dessus de la surface seraient donc l'endroit où les installations permettant une exploration habitée de la planète ou l'établissement d'une colonie seraient les plus faciles car un vaisseau habité serait capable de compenser les différences de températures et de pressions,.

#### Circulation
La couche nuageuse vénusienne effectue une rotation complète (le tour de la planète) en 4,2 jours terrestres. Ce mouvement de convection naturelle, qui s'effectue d'est en ouest (c'est donc un mouvement rétrograde au sens où les vents soufflent dans la direction opposée à la révolution de la planète autour du Soleil, sachant que la planète elle même tourne d'est en ouest), est appelé super-rotation. Ces vents sont créés par le gradient barométrique et les forces centrifuges causant des flux zonaux (En comparaison, la circulation de l'atmosphère terrestre est générée par l'équilibre géostrophique).
Le mouvement de super-rotation s'amorce vers 10 km d'altitude, puis s'amplifie régulièrement jusqu'à 65 km, où les vents à l'équateur atteignent des vitesses de l'ordre de 540 km/h. À partir de là, la vitesse des vents décroît de 3 m/s/km pour s'annuler vers 95 km. De même elle décroit suivant la latitude, atteignant probablement zéro aux pôles.
En d'autres mots, ces vents font le tour de la planète plus rapidement qu'elle ne tourne sur elle-même (cinquante fois plus vite que le sol). Toutefois, au niveau du sol, les vents n'atteignent pas plus de quelques kilomètres par heure (généralement moins de 2 m/s), mais du fait de la densité importante de l'atmosphère (un dixième de celle de l'eau à la surface), cette vitesse est suffisante pour éroder, et déplacer de la poussière et des rochers comme le ferait un ruisseau à une telle vitesse sur Terre,.
Cette super-rotation a probablement influé la rotation de Vénus. En effet, la masse atmosphérique de Vénus est de l'ordre du dix-millième de la masse de la planète. Il y aurait eu un échange de vitesse entre la planète et son atmosphère pour conserver le moment cinétique total.

Représentation de la circulation atmosphérique sur Vénus.

De plus, la température est quasi constante et uniforme à la surface de la planète (sur la face éclairée comme sur la face cachée), assurée par les vents qui la balayent et qui permettent une répartition uniforme de la chaleur. Ceci explique donc l'écart si faible entre les températures observables. Ainsi, pendant les nuits vénusiennes d'environ 58 jours (terrestres), la température diminue très peu. Toutefois, il n'en est pas de même en altitude, où l'atmosphère est bien plus légère : à 100 km, la température varie quand même de +29 °C le jour à −143 °C la nuit.
L'air chaud remonte au niveau de l'équateur, là où le réchauffement solaire se concentre, et afflue aux pôles. Ce phénomène est appelé cellules de Hadley. Toutefois, ce phénomène ne se manifeste qu'en deçà de ±60° de latitude. Là, l'air commence à redescendre vers l'équateur sous les nuages. Cette interprétation de la circulation de l'air est prouvée par la distribution du monoxyde de carbone aux alentours de ±60° de latitude. Plus au nord, un autre type de circulation est observé. Il y a, au niveau des latitudes comprises entre 60° et 70°, des « cols polaires ». Ils sont caractérisés par des températures allant de 30 à 40 K, ce qui est relativement bas par rapport à d'autres latitudes. De telles températures sont probablement dues à un rafraichissement adiabatique.
Des structures étranges, connues sous le nom de vortex polaires, ont été observées. Ce sont des tempêtes semblables à des ouragans géants (quatre fois plus grands que leurs analogues terrestres). Chacun de ces vortex a deux centres autour desquels ils tournent, prenant la forme d'un « S ». De telles structures sont appelées des dipôles polaires. Les vortex tournent sur une période d'environ 3 jours dans le sens de la super-rotation de l'atmosphère. La vitesse des vents est de 35 à 50 m/s sur leurs bords extérieurs et est nulle aux pôles. La température au sommet des nuages constituant les vortex est de près de 250 K (−23 °C).
Le premier vortex de Vénus (celui du pôle Nord) fut découvert par la mission Pioneer Venus en 1978. Le deuxième vortex de Vénus (au pôle Sud) fut découvert en 2006 par Venus Express.

### Haute atmosphère et ionosphère
La mésosphère de Vénus s'étend de 65 km à 120 km d'altitude, et la thermosphère commence à environ 120 km, atteignant probablement la limite supérieure de l'atmosphère (exosphère) entre 220 et 350 km. L'exosphère est la partie de l'atmosphère où les collisions entre particules sont rares, considérées comme négligeables.
La mésosphère de Vénus peut être divisée en deux couches : la plus basse, de 62 à 73 km et la couche supérieure entre 73 et 95 km. Dans la couche basse la température est presque toujours de 230 K (−43 °C). Cette couche coïncide avec la couche nuageuse supérieure. Dans la seconde couche la température recommence à baisser atteignant 165 K (−108 °C) à l'altitude de 95 km, où la mésopause commence. C'est la région la plus froide de l'atmosphère vénusienne durant le jour.
La circulation dans la haute mésosphère et la thermosphère de Vénus est complètement différente de la circulation dans la basse atmosphère. Aux altitudes de 90–150 km, l'air vénusien se déplace de la partie ensoleillée vers la partie située dans l'obscurité, avec la remontée de l'air du côté éclairé et une chute de l'air du côté sombre. Le courant descendant de la partie sombre entraine un réchauffement adiabatique de l'air, ce qui forme une couche chaude dans la partie nocturne de la mésosphère aux altitudes de 90–120 km. La température dans cette région (230 K soit −43 °C) est plus élevée que la température que l'on trouve ailleurs dans la thermosphère (100 K soit −173 °C). L'air provenant de la face éclairée de la planète apporte aussi des atomes d'oxygène, qui après recombinaison forment des molécules d'oxygène singulet (1Δg) qui émettent, par relaxation, des photons à 1,27 μm de longueur d'onde, dans l'infrarouge. La partie non éclairée de la haute mésosphère et thermosphère de Vénus est source d'émissions non-ETL (Équilibre thermodynamique local) de molécules de CO2 et de NO, qui sont responsables des basses températures de cette partie de la thermosphère.
La sonde Venus Express a montré grâce à l'occultation stellaire que la brume atmosphérique s'étendait plus haut du côté obscur que du côté ensoleillé. Sur cette dernière la couche nuageuse a une épaisseur de 20 km et s'étend jusqu'à 65 km, tandis que sur la face obscure la couche de nuages atteint les 90 km d'altitude — jusque dans la mésosphère, allant jusqu'à 105 km sous la forme d'une brume translucide.
Vénus a une ionosphère situé entre 120 et 300 km d'altitude. L'ionosphère coïncide presque avec la thermosphère. Les hauts niveaux d'ionisation sont maintenus seulement du côté éclairé de la planète. Du côté non éclairé les électrons ne sont presque pas présents. L'ionosphère de Vénus se compose de trois couches principales : la première de 120 à 130 km, la seconde entre 140 et 160 km et la troisième entre 200 et 250 km. Il y a probablement une couche intermédiaire vers 180 km. La densité maximum d'électrons de 3 × 1011 m-3 est atteinte dans la seconde couche au point subsolaire. La limite supérieure de l'ionosphère — l'ionopause — est comprise entre une altitude de 220 et 375 km,. L'ion principal des deux premières couches est l'ion O2+, et dans la troisième les ions O+ dominent.

### Magnétosphère

Vénus interagit avec le vent solaire.

Vénus est connue pour son absence de champ magnétique,. La raison de cette absence n'est pas connue, mais est probablement liée à la rotation de la planète ou au manque de convection dans le manteau. Vénus a seulement une magnétosphère induite formé par le champ magnétique solaire transporté dans le vent solaire. Ce processus consiste dans le fait que le champ magnétique frappe un obstacle — ici Venus. La magnétosphère de Vénus a une onde de choc, une magnétogaine, et une magnétopause,.
Au point subsolaire l'onde de choc se trouve à 1 900 km (0,3 Rv, où Rv est le rayon de Vénus) au-dessus de la surface de Vénus. Cette distance a été mesurée en 2007 lors d'une activité solaire minimum. Lors de l'activité solaire maximum cette distance peut être plus importante. La magnétopause se trouve à une altitude de 300 km. La limite supérieure de l'ionosphère (ionopause) est proche de 250 km d'altitude. Entre la magnétopause et l'ionopause il existe une barrière magnétique — un champ magnétique localisé — qui empêche le plasma solaire de pénétrer profondément dans l'atmosphère de la planète, au moins lors de l'activité solaire minimum. Le champ magnétique de cette barrière atteint les 40 nT. La magnétoqueue s'étend jusqu'à 10 rayons de la planète. C'est la région la plus active de la magnétosphère vénusienne. Il y a des recombinaisons et des accélérations de particules dans la queue. L'énergie produite par les électrons et les ions dans la magnétoqueue est respectivement de 100 eV et de 1 000 eV.
À cause de l'absence de champ magnétique, le vent solaire pénètre relativement profondément dans l'exosphère de la planète et causes des pertes atmosphériques. Les pertes se font principalement via la magnétoqueue. Actuellement les pertes d'ions principales sont celle de O+, H+ et de He+. Le ratio des pertes d'hydrogène sur oxygène s'approche de 2 (i.e. stœchiométrie) indique les pertes d'eau.

## Conditions atmosphériques et climatiques
Vénus présente un climat infernal en raison de nombreux facteurs (le facteur principal étant son gradient de pression, les gaz froids de la haute atmosphère subissent une compression brutale en s'approchant de la surface augmentant leur température drastiquement). Elle est aussi la planète la plus chaude du système solaire avec des températures pouvant dépasser 480 °C à la surface, car les conditions changent au fur et à mesure que l’on monte dans l’atmosphère. Ainsi, à 50 kilomètres d’altitude, les températures y sont comprises entre 0 et 50 degrés.

### Nuages

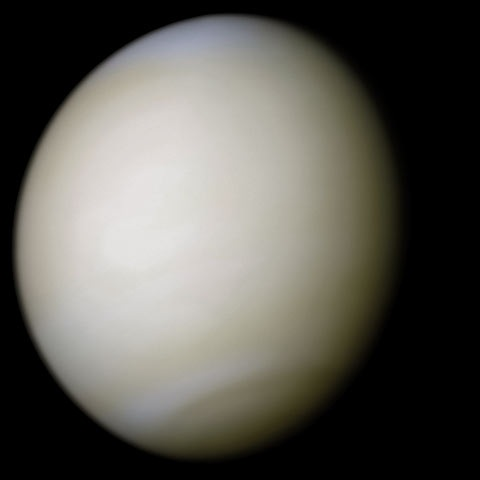
Vénus en vraies couleurs, telle que l'on peut la voir à l'œil nu (par Mariner 10 lors de la mission de 1973 à 1975).

Les nuages vénusiens sont épais et composés de dioxyde de soufre et de gouttelettes d'acide sulfurique. Ces nuages reflètent 75 % de la lumière solaire qui les atteint.
La couverture nuageuse est telle que seule une petite partie de la lumière peut la traverser et toucher la surface, et le niveau de lumière est seulement d'environ 5 000 lux avec une visibilité de trois kilomètres. À ce niveau peu ou pas d'énergie solaire peut être collectée par une sonde. L'humidité à ce niveau est de 0,1 %.
L'acide sulfurique est produit dans la haute atmosphère par l'action photochimique du Soleil sur le dioxyde de carbone, le dioxyde de soufre, et la vapeur d'eau. Les photons ultraviolets d'une longueur d'onde inférieure à 169 nm peuvent photodissocier le dioxyde de carbone en monoxyde de carbone et en atome d'oxygène. Un atome d'oxygène est hautement réactif : quand il réagit avec du dioxyde de soufre il forme du trioxyde de soufre, qui peut se combiner avec la vapeur d'eau pour former de l'acide sulfurique.
CO2 → CO + O
SO2 + O → SO3
SO3 + H2O → H2SO4
Les pluies d'acide sulfurique n'atteignent jamais le sol (cf. ci-dessous).

#### Virga

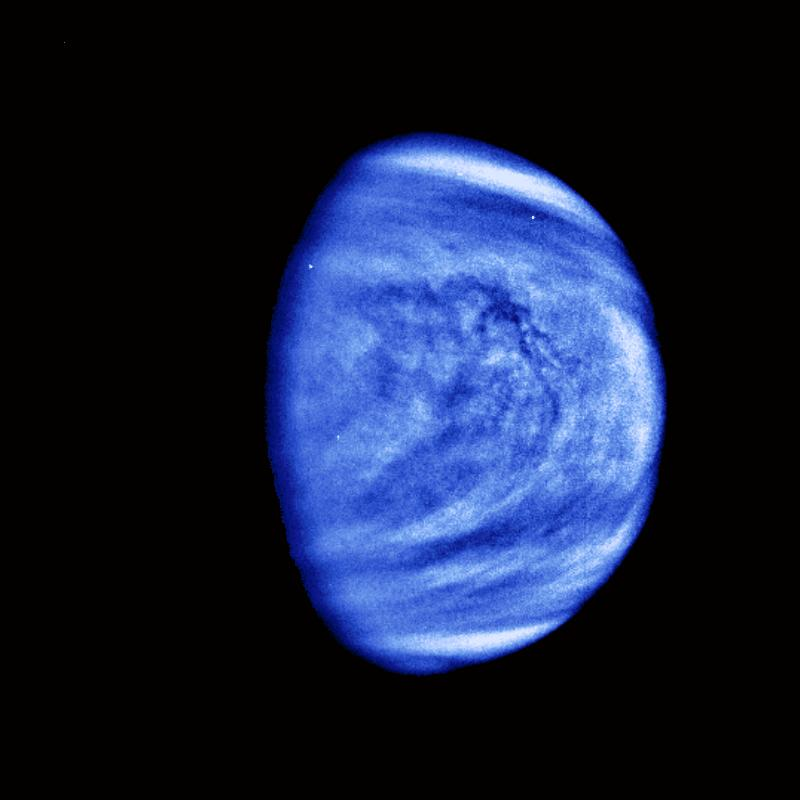
Photographie (en ultraviolet) prise par Galileo en route pour Jupiter en 1990.

Les fréquentes pluies vénusiennes d'acide sulfurique (H2SO4) n'atteignent jamais le sol, mais s'évaporent à cause de la chaleur avant d'atteindre la surface, ce phénomène est connu sous le nom de virga. Parties entre 48 et 58 km d'altitude (donc de la couche nuageuse), ces gouttes d'acide, arrivées à environ 30 km d'altitude, vont rencontrer des températures telles qu'elles finissent par s'évaporer.
Les gaz issus de l'évaporation remontent alors pour réalimenter les nuages.
En effet, l'acide sulfurique s'évapore vers 300 °C ; mais vers cette température il se décompose en eau, oxygène et dioxyde de soufre. Ce sont ces gaz qui sont produits par les gouttes au-dessus de 300 °C, donc bien avant d'arriver au sol (à 470 °C).

#### Orages
Les nuages de Vénus peuvent produire des éclairs rouges (jusqu'à 25 par seconde) au même titre que les nuages terriens. L'existence de ces éclairs a longtemps été sujet de controverses depuis leur détection par la sonde Venera. Toutefois en 2006–2007 Venus Express a détecté des vagues électromagnétiques, dont la cause est attribuée aux éclairs. De même la sonde Pioneer Venus y a même enregistré le grondement quasiment permanent du tonnerre, grondement constant causé par une atmosphère vénusienne très dense et qui augmente donc la propagation du son.
Lorsque la sonde Cassini-Huygens a survolé à deux reprises Vénus avant de partir pour Saturne, on enregistra toutes les émissions provenant de Vénus afin de déceler d'éventuelles décharges électriques. Mais absolument rien ne fut détecté. Trois hypothèses sont actuellement admises : soit il n'y a finalement pas d'éclairs d'orage dans l'atmosphère de Vénus, soit ils sont cent fois plus faibles que sur Terre (et n'ont donc pas pu être enregistrés), soit ils sont extrêmement rares et ne se sont pas produits lors des survols de la sonde.
Les scientifiques déclarent que l'absence d'éclair n'est pas une surprise. En effet, les décharges électriques sont créées par des mouvements verticaux des masses nuageuses. Or l'on a vu plus haut que la circulation atmosphérique vénusienne s'effectue surtout de façon horizontale.

### Eau
Comme la Terre, Vénus possédait autrefois de grandes quantités d'eau (on parle d'océans) ; cependant celle-ci s'est complètement évaporée du fait de la proximité de Vénus par rapport au Soleil (Vénus est 1,38 fois plus proche du Soleil que la Terre) et elle reçoit ainsi presque deux fois (1,91) le flux énergétique reçu par la Terre. La vapeur d'eau, un agent connu de l'effet de serre extrêmement actif, a fait s'emballer le climat vénusien. Maintenant, le climat de Vénus est très sec.
La vapeur d'eau a dû être dissociée par le rayonnement ultraviolet solaire, comme cela se produit encore actuellement.
- L'hydrogène issu de cette décomposition a été rapidement évacué par le vent solaire, perdu à jamais. 
 Le deutérium (isotope lourd de l'hydrogène), s'échappant plus lentement, s'est ainsi concentré relativement à l'hydrogène.
- L'oxygène produit en même temps est resté sur la planète, et s'est combiné avec les roches de la croûte, et d'autant mieux en raison des hautes températures de surface.

De plus, la croûte vénusienne a dû se dessécher en profondeur, la vapeur d'eau présente actuellement doit être issue de ce dégazage résiduel.
Cela a dû empêcher l'apparition d'une tectonique des plaques de type terrestre, qui aurait pu se produire sur Vénus si elle avait connu (et continué à avoir) un climat de type terrestre avec des océans. En effet, sur Terre la croûte est constamment hydratée (et refroidie) à ses dorsales par l'eau des océans. En l'absence d'eau et avec des températures élevées, la croûte vénusienne ne peut avoir de subduction, Vénus a donc développé une tectonique à plaque unique.

### Température
D'après le tableau qui suit[réf. nécessaire], la température à la surface de Vénus est très élevée et ne varie que très peu.
|                                                   | Température en degrés Celsius | Température en kelvin |
| Température radiative apparente (depuis l'espace) | −43 °C                        | 230 K                 |
| Surcroît de température dû à l'effet de serre     | 505 °C                        | 778 K                 |
| Température moyenne (au sol)                      | 462 °C                        | 735 K                 |
| Température maximale                              | 482 °C                        | 755 K                 |
| Température minimale                              | 446 °C                        | 719 K                 |

Ces températures ne résultent pas directement de la proximité du Soleil : en fait, l'épaisse couche nuageuse vénusienne réfléchit près de 65 %[réf. nécessaire] de la lumière (solaire) incidente. Ainsi, le flux net d'énergie solaire au niveau du sol est inférieur à celui reçu par la Terre (voir tableau suivant).
|                                       | Vénus                     | Terre                     |
| Constante solaire                     | 2620 W/m2                 | 1367 W/m2                 |
| Flux net d'énergie solaire en surface | 367[réf. nécessaire] W/m2 | 842[réf. nécessaire] W/m2 |

- on a affaire à une atmosphère dense (épaisse) et non pas à une pression partielle faible comme pour la Terre ou Mars.

Le dioxyde de carbone, constituant majoritaire de l'atmosphère vénusienne, est le principal responsable de l'effet de serre sur Vénus. Mais la couverture nuageuse, la vapeur d'eau, même si elle est en faible quantité, et le dioxyde de soufre y contribuent également,.
L'effet de serre dû à l'atmosphère vénusienne est ainsi de près de 505 °C[réf. nécessaire] contre seulement 33 °C pour la Terre. C'est pourquoi la surface vénusienne est actuellement plus chaude que celle de Mercure, bien que Vénus soit presque deux fois (1,869) plus éloignée du Soleil que Mercure.

## Possibilité de vie
Des organismes vivants, connus sous le nom d'extrémophiles, existent sur Terre, préfèrent les habitats aux conditions extrêmes. Les organismes thermophiles et hyperthermophiles se multiplient dans des températures atteignant le point d'ébullition de l'eau, les organismes acidophiles se multiplient à un pH de 3 ou inférieur, les polyextrémophiles peuvent survivre à un certain nombre de conditions extrêmes, et beaucoup d'organismes de ce type existent sur Terre.
Toutefois, la vie pourrait exister hors de cette zone extrême telle qu'au sommet des nuages, de la même manière que certaines bactéries terrestres qui vivent et se reproduisent dans les nuages de la Terre, et il a été plusieurs fois considéré que de tels phénomènes pouvaient exister sur Vénus. Les microbes éventuellement présents dans l'atmosphère épaisse et nuageuse pourraient être protégés des radiations solaires par le soufre qui se trouve dans l'air.
Les analyses des données recueillies par les missions Venera, Pioneer et Magellan ont montré la présence à la fois de sulfure d'hydrogène (H2S) et de dioxyde de soufre (SO2) dans la haute atmosphère, de même que de l'oxysulfure de carbone (COS). De plus, l'oxysulfure de carbone est remarquable pour être exceptionnellement difficile à produire par des moyens non organiques. Ce composant pourrait donc être considéré comme un indicateur possible de vie.
En septembre 2020, une équipe de chercheurs annonce avoir découvert des traces de phosphine, biosignature potentielle, mais la présence de vivant y reste très hypothétique.

## Évolution
Grâce aux études des nuages et de la géologie de la surface actuelle, combinée avec le fait que la luminosité du Soleil a augmenté de 25 % depuis 3,8 milliards d'années, les scientifiques pensent que l'atmosphère de Vénus il y a 4 milliards d'années était plus proche de celle de la Terre avec de l'eau liquide à la surface. L'effet de serre a probablement causé l'évaporation de l'eau de surface et la hausse du niveau des gaz à effet de serre qui a suivi. L'atmosphère de Vénus a donc attiré l'attention de ceux étudiant le changement climatique sur Terre.
Il n'y a aucune forme géologique sur la planète mettant en évidence la présence d'eau durant le milliard d'années passé. Les chercheurs s'accordent à dire que l'eau aurait existé pendant 600 millions d'années sur la surface avant de s'évaporer, bien que certains, tel que David Grinspoon, considèrent que ce laps de temps aurait pu être de 2 milliards d'années.

## Observations et mesure depuis la Terre

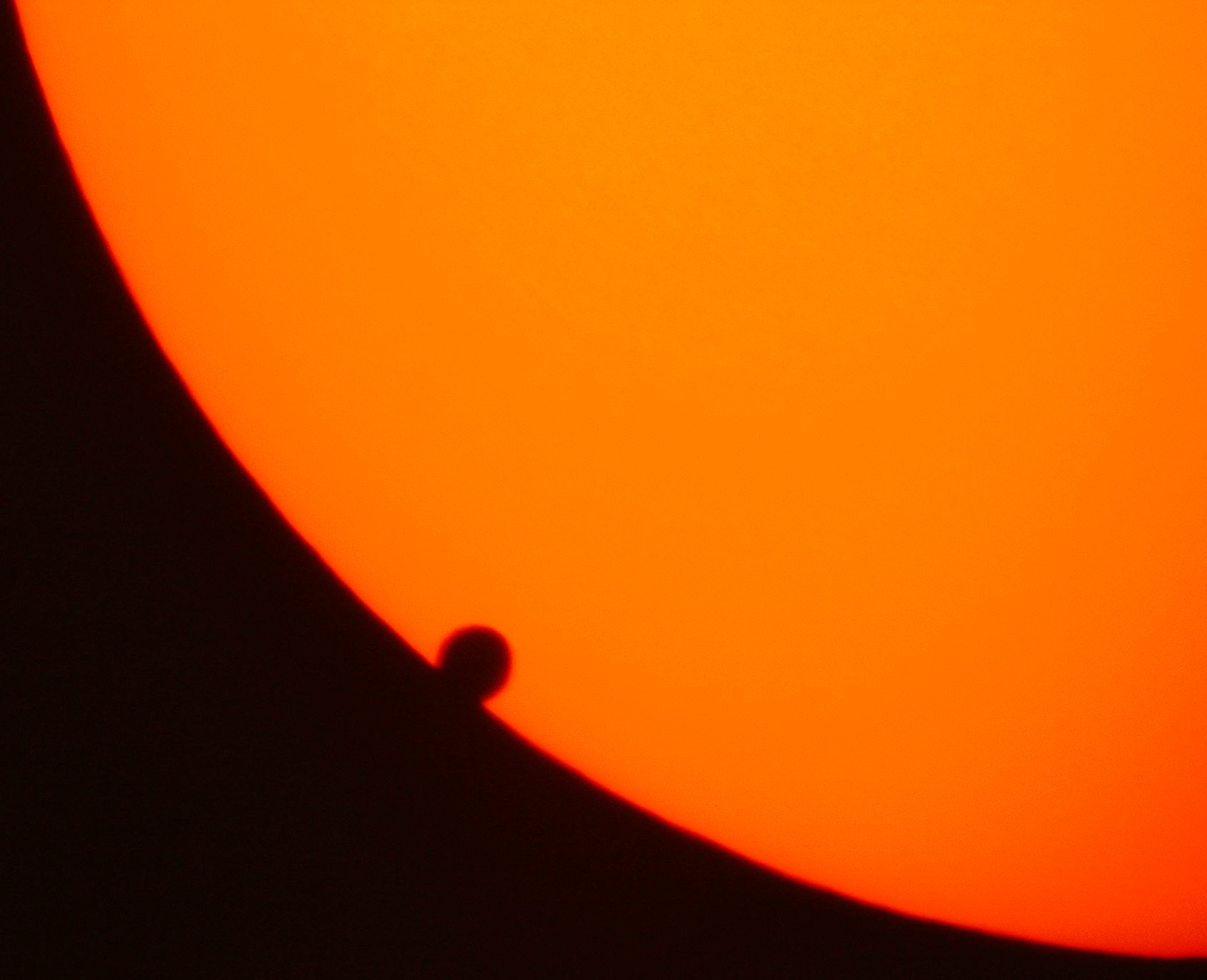
Transit de Vénus le 8 juin 2004.

La haute atmosphère de Vénus peut être mesurée depuis la Terre quand la planète passe devant le Soleil, ce phénomène s'appelle un transit astronomique. Le dernier transit de Vénus a eu lieu en 2012.
Utilisant la spectroscopie astronomique, les scientifiques ont été capables d'analyser la lumière solaire ayant traversé l'atmosphère de la planète afin de mettre en évidence les produits chimiques la composant. Ce transit a constitué une opportunité en considérant le manque d'information sur la couche d'atmosphère située entre 65 et 85 km. Le transit de 2004 a permis aux astronomes de recueillir un grand nombre de données utiles non seulement afin de déterminer la composition de l'atmosphère, mais aussi afin d'affiner les techniques dans la recherche de planètes extrasolaires.
Un transit de Vénus devant le Soleil est un évènement très rare, et celui précédant le transit de 2004 était en 1882. Le dernier a eu lieu en 2012 et le prochain ne se fera pas avant au moins 105 ans après, en 2117,.

## Explorations passées, actuelles et futures
Venus Express orbitait jusqu'à fin 2014 autour de Vénus, sondant de plus en plus profondément l'atmosphère en utilisant l'imagerie infrarouge dans la partie du spectre comprise entre 1–5 µm.
La sonde de la Agence d'exploration aérospatiale japonaise (JAXA), Akatsuki lancée en 2010, devait étudier la planète pendant deux ans, dont la structure et l'activité de l'atmosphère. À la suite d'un incident, la sonde est actuellement en orbite mais ne peut effectuer sa mission. Une de ses cinq caméras, appelées « IR2 », devrait être capable d'analyser l'atmosphère de la planète en dessous de son épaisse couche de nuages en plus de l'analyse de son mouvement et de ses composants. Avec une orbite comprise entre 300 et 60 000 km, la sonde aurait pu prendre des photographies de la planète à basse altitude, et aurait dû être en mesure de confirmer la présence de volcans en activité et d'éclairs.

## Explorations annulées

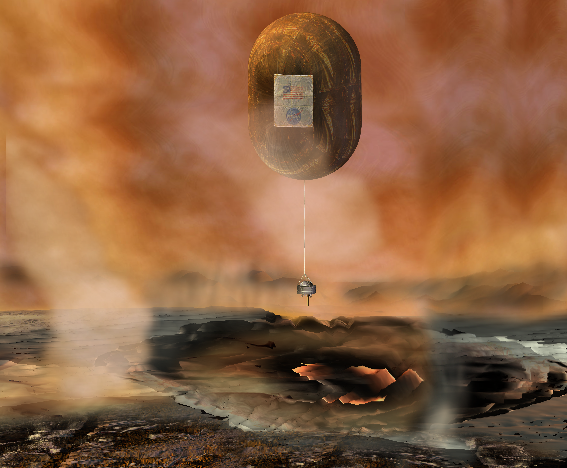
Venus In-Situ Explorer proposé par le programme New Frontiers de la NASA.

Le Venus In-Situ Explorer, proposé par le programme New Frontiers de la NASA, était un projet de sonde qui aurait pu aider à la compréhension du processus ayant conduit aux changements climatiques.
Un autre vaisseau, appelé Venus Mobile Explorer, avait été proposé par le Venus Exploration Analysis Group (VEXAG) pour analyser la composition et faire des mesures isotopiques de la surface et de l'atmosphère, pendant 90 jours.